# جورج سودارشان
إيناكال شاندي جورج سودارشان (المولود في 16 سبتمبر 1931) فيزيائي هندي وأستاذ في جامعة تكساس في أوستن، له إسهامات عديدة في مجال الفيزياء النظرية منها الاتساق وتمثيل سودارشان-جلوبر [الإنجليزية] والقوة النووية الضعيفة والتكيونات وتأثير زينو الكمي والنظام الكمي المفتوح ونظرية الاحصاءات المغزلية [الإنجليزية] والمجموعات غير الثابتة والخرائط الإيجابية لمصفوفات الكثافة وحسابات الكم وغيرها. كما كتب حول العلاقة بين الشرق والغرب؛ والفلسفة؛ والأديان.

## الجوائز
- جائزة كيرالا ساسترا بوراسكارام لمجمل مساهماته العلمية، 2013.
- ميدالية ديراك ICTP، 2010
- بادما فيبهوشان ثاني أعلى جائزة مدنية تمنحها الحكومة الهندية، 2007
- جائزة ماغورانا، 2006
- الجائزة الأولى في الفيزياء، 1985
- جائزة TWAS، 1985
- ميدالية بوز، 1977
- بادما بهوشان ثالث أعلى جائزة مدنية تمنحها الحكومة الهندية، 1976[3]
- جائزة سي. في. رامان، 1970

## وصلات خارجية
- A LOOK-BACK AT FOUR DECADES OF RESEARCH By ECG SUDARSHAN
- Seven Science Quests, Uni. Texas, Austin
- Home page with vita and publications
- Publications on ArXiv
- Collected works
- ECG Sudarshan on Keral.com
- Sudarshan's letter to Nobel Committee
- Lecture- Perspectives And Perceptions: Causality And Unpredictability
- George Sudarshan في شجرة علماء الرياضيات